# マッツォ・ディ・ヴァルテッリーナ
マッツォ・ディ・ヴァルテッリーナ（伊: Mazzo di Valtellina）は、イタリア共和国ロンバルディア州ソンドリオ県にある、人口約1,000人の基礎自治体（コムーネ）。

## 地理

### 位置・広がり
ソンドリオ県東部、ヴァルテッリーナにあるコムーネである。ティラーノから北東へ8km、ボルミオから南南西へ25km、県都ソンドリオから東北東へ31km、州都ミラノから北東へ121kmの距離にある。
ジロ・デ・イタリアでしばしば山岳コースとして取り入れられるモルティローロ峠の西側のふもとに位置する。

#### 隣接コムーネ
隣接するコムーネは以下の通り。BSはブレシア県所属。
- グロソット
- モンノ (BS)
- トーヴォ・ディ・サンターガタ
- ヴェルヴィオ

### 地勢・地形
- 河川：アッダ川

### 地震分類
イタリアの地震リスク階級 (it) では、3 に分類される
。

## 行政

### 山岳部共同体
広域行政組織である山岳部共同体「ヴァルテッリーナ・ディ・ティラーノ山岳部共同体」 (it:Comunità montana della Valtellina di Tirano) （事務所所在地: ティラーノ）を構成するコムーネの一つである。

### 分離集落
マッツォ・ディ・ヴァルテッリーナには、以下の分離集落（フラツィオーネ）がある。
- Vione, Sparso, Cà del Papa, Piazzola, Cà Lunghe, Li Cà